# Treufoc
Antoni Gibert, conegut pel sobrenom de Treufoc, fou un bandejat mallorquí de principis del segle xvii. Membre de la Colla de Selva, dirigida pel capellà Mateu Ferragut «Boda», fou l'assassí de jutge oïdor de la Reial Audiència Jaume Joan de Berga i de Sales.

## Robar per fam
Residia en el terme de Ciutat, on treballava d'hortolà. Sembla que les primeres topades que va tenir amb la justícia derivaren de la fam. Amb motiu de la mala anyada del 1613 ("romangué més espantat que el blat de l'any tretze", diu encara la dita popular) anà a la vinya del canonge Amengual a robar raïms. Els va sorprendre l'algutzir Sanxo, amb qui es barallaren. L'any 1618, amb motiu d'una nova fam, anà al rafal de Francesc Melià i se'n dugué dues garbes de blat. Per aquest fet va ser empresonat i condemnat a galeres.
Durant la seva estada a la presó fou reclutat per la Colla de Selva. El 9 de març de 1619 escapà per l'excusat de la presó juntament amb Sebastià Esbert i Onofre Jaume. Després fugiren cap a la Serra amb l'ajuda del capellà Boda i altres clergues.

## L'assassinat de Jaume Joan de Berga
A les muntanyes de Caimari, Gibert fou preparat per un altre famós bandejat, Jaume Gamundí «Fembra». Es volia venjar dels comissaris i algutzirs que l'havien empresonat, i el capellà Boda el convencé d'actuar a les seves ordres.
Gibert, integrat dins la Colla de Selva i dirigit pel capellà Boda i el cavaller Jeroni Pau de la Cavalleria, fou l'executor de Jaume Joan de Berga i de Sales, jutge oïdor de la Reial Audiència. El virrei, després d'aquest assassinat, adoptà mesures extraordinàries: s'establí una força extraordinària de 50 comissaris per perseguir els assassins i s'oferiren recompenses de 2.000 ducats per a qualsevol persona que donàs alguna pista.
Gibert es refugià a les muntanyes, però poc temps després anà a Ciutat. Va ser capturat el 9 d'agost de 1619 i esquarterat a la Plaça de Santa Eulàlia deu dies després. El seu cap va ser exposat a la Torre dels Caps del Palau Reial, on hi estigué fins al segle xviii. Jeroni Pau de la Cavalleria també va ser executat. En canvi, el capellà Boda aconseguí fugir de Mallorca en les galeres de Sant Joan de Malta. La seva pista es perd a Itàlia.